# San Marino Calcio 1988-1989
Questa pagina raccoglie le informazioni riguardanti il San Marino  Calcio nelle competizioni ufficiali della stagione 1988-1989.

## Rosa
| N. |                       | Ruolo | Calciatore                |
| -- | --------------------- | ----- | ------------------------- |
|    | Italia (bandiera)     | P     | Maurizio Agostinelli      |
|    | Italia (bandiera)     | D     | Luciano Barbieri          |
|    | Italia (bandiera)     | C     | Nicola Cancelli           |
|    | Italia (bandiera)     | D     | Marco Celli               |
|    | Italia (bandiera)     |       | Cesari                    |
|    | San Marino (bandiera) | D     | Roberto Cevoli            |
|    | Italia (bandiera)     |       | Colonnello Claudio Destri |
|    | Italia (bandiera)     | D     | Alberto De Rossi          |
|    | Italia (bandiera)     | D     | Massimiliano D'Urso       |
|    | Italia (bandiera)     | A     | Davide Farneti            |
|    | Italia (bandiera)     | C     | Oscar Farneti             |

| N. |                   | Ruolo | Calciatore          |  |
| -- | ----------------- | ----- | ------------------- |  |
|    | Italia (bandiera) | C     | Pier Paolo Lauretti |  |
|    | Italia (bandiera) | P     | Carlo Magnani       |  |
|    | Italia (bandiera) | D     | Gaetano Manzi       |  |
|    | Italia (bandiera) |       | Matteoni            |  |
|    | Italia (bandiera) | A     | Stefano Protti      |  |
|    | Italia (bandiera) | A     | Paolo Rossi         |  |
|    | Italia (bandiera) | C     | Giorgio Sacchetti   |  |
|    | Italia (bandiera) | C     | Mauro Salvigni      |  |
|    | Italia (bandiera) | C     | Massimo Scardovi    |  |
|    | Italia (bandiera) | C     | Enzo Scarpa         |  |
|    | Italia (bandiera) | C     | Luca Torresani      |  |

## Risultati

### Campionato

#### Girone di andata
| 11 settembre 1988 1ª giornata | Martina | 3 – 2 | San Marino |  |

| 18 settembre 1988 2ª giornata | San Marino | 0 – 0 | Chieti |  |

| 25 settembre 1988 3ª giornata | Potenza | 1 – 0 | San Marino |  |

| 2 ottobre 1988 4ª giornata | San Marino | 0 – 0 | Ternana |  |

| 9 ottobre 1988 5ª giornata | Jesi | 2 – 1 | San Marino |  |

| 16 ottobre 1988 6ª giornata | Riccione | 2 – 2 | San Marino |  |

| 23 ottobre 1988 7ª giornata | San Marino | 3 – 0 | Civitanovese |  |

| 30 ottobre 1988 8ª giornata | Giulianova | 2 – 0 | San Marino |  |

| 6 novembre 1988 9ª giornata | San Marino | 2 – 3 | Fano |  |

| 13 novembre 1988 10ª giornata | Fidelis Andria | 3 – 2 | San Marino |  |

| 20 novembre 1988 11ª giornata | San Marino | 1 – 0 | Gubbio |  |

| 27 novembre 1988 12ª giornata | Teramo | 1 – 0 | San Marino |  |

| 4 dicembre 1988 13ª giornata | San Marino | 1 – 0 | Celano |  |

| 11 dicembre 1988 14ª giornata | Trani | 3 – 1 | San Marino |  |

| 18 dicembre 1988 15ª giornata | San Marino | 1 – 1 | Lanciano |  |

| 31 dicembre 1988 16ª giornata | Bisceglie | 1 – 1 | San Marino |  |

| 8 gennaio 1989 17ª giornata | San Marino | 0 – 0 | Fasano |  |

#### Girone di ritorno
| 15 gennaio 1989 18ª giornata | San Marino | 1 – 1 | Martina |  |

| 22 gennaio 1989 19ª giornata | Chieti | 1 – 0 | San Marino |  |

| 5 febbraio 1989 20ª giornata | San Marino | 1 – 1 | Potenza |  |

| 12 febbraio 1989 21ª giornata | Ternana | 1 – 0 | San Marino |  |

| 19 febbraio 1989 22ª giornata | San Marino | 1 – 0 | Jesi |  |

| 5 marzo 1989 23ª giornata | San Marino | 0 – 0 | Riccione |  |

| 12 marzo 1989 24ª giornata | Civitanovese | 1 – 0 | San Marino |  |

| 19 marzo 1989 25ª giornata | San Marino | 1 – 0 | Giulianova |  |

| 25 marzo 1989 26ª giornata | Fano | 2 – 1 | San Marino |  |

| 9 aprile 1989 27ª giornata | San Marino | 1 – 0 | Fidelis Andria |  |

| 16 aprile 1989 28ª giornata | Gubbio | 1 – 1 | San Marino |  |

| 23 aprile 1989 29ª giornata | San Marino | 0 – 1 | Teramo |  |

| 30 aprile 1989 30ª giornata | Celano | 1 – 0 | San Marino |  |

| 14 maggio 1989 31ª giornata | San Marino | 0 – 2 | Trani |  |

| 21 maggio 1989 32ª giornata | Lanciano | 3 – 3 | San Marino |  |

| 28 maggio 1989 33ª giornata | San Marino | 0 – 0 | Bisceglie |  |

| 4 giugno 1989 34ª giornata | Fasano | 0 – 3 | San Marino |  |